# Tadeusz Kohorewicz
Tadeusz Jan Kohorewicz, pseud. Tadeusz Konina (ur. 19 grudnia 1933 w Roche-la-Molière, zm. 12 września 2024) – polski cenzor, dziennikarz, syndyk, urzędnik, dyplomata; ambasador PRL w Iranie (1985–1988).

## Życiorys
Syn Jana i Janiny. W 1946 wraz z rodzicami wrócił z Francji do Polski. W połowie 1948 wstąpił do Związku Walki Młodych. Do 1954 członek Związku Młodzieży Polskiej. Maturę zdał w 1951 w Szczecinie. Studiował na Wydziale Dyplomatyczno-Konsularnym Szkoły Głównej Służby Zagranicznej (1951–1954). W 1964 uzyskał tytuł magistra historii na Wydziale Historyczno-Socjologicznym Wyższej Szkoły Nauk Społecznych przy KC PZPR (WSNS). W 1968 otrzymał absolutorium na Wydziale Handlu Zagranicznego SGPiS w Warszawie. 
Po studiach pracował jako cenzor w Głównym Urzędzie Kontroli Prasy, Publikacji i Widowisk w Warszawie, a od 15 lutego 1955 w Wojewódzkim Urzędzie Kontroli Prasy, Publikacji i Widowisk w Szczecinie, którego został naczelnikiem w 1963. 15 maja 1955 wstąpił do PZPR. We wrześniu 1965 objął stanowisko zastępcy redaktora naczelnego „Głosu Szczecińskiego”. W sierpniu 1967 trafił do Departamentu Prasy i Informacji Ministerstwa Spraw Zagranicznych. Od 1968 członek Stowarzyszenia Dziennikarzy Polskich. Od lipca 1968 do lipca 1970 był II sekretarzem Ambasady PRL w Damaszku, pełniąc jednocześnie funkcję I sekretarza POP tamże. Powrócił do Departamentu Prasy i Informacji MSZ, gdzie na początku 1973 został naczelnikiem, a w połowie 1974 wicedyrektorem i I sekretarzem POP MSZ. Od 20 maja 1975 przez pół roku wchodził w skład Międzynarodowej Komisji Nadzoru i Kontroli w Laosie. Następnie, do 1977, wicedyrektor departamentu w MSZ. Ukończył w międzyczasie roczne Studium Służby Zagranicznej WSNS. W lipcu 1977 objął stanowisko radcy prasowego, a następnie radcy politycznego i zastępcy ambasadora w Paryżu (luty – grudzień 1981). Od 14 stycznia 1982 do 1984 dyrektor Departamentu Prasy, Współpracy Kulturalnej i Naukowej MSZ. W latach 1985–1988 ambasador PRL w Iranie. 
Od co najmniej 1996 pracował jako syndyk, prowadząc postępowania takich firm jak Telewizja Familijna, Stocznia Gdynia, Norblin, Elemis. Określany jako „legenda postępowań upadłościowych” oraz „jeden z najbardziej cenionych syndyków w Polsce”. Doprowadził do wydania w 2007 przez Trybunał Konstytucyjny wyroku potwierdzającego niekonstytucyjność dwóch przepisów Prawa upadłościowego. W 2015 został prawomocnie skazany na rok więzienia w zawieszeniu na trzy lata, 10 tys. zł grzywny i zakaz wykonywania czynności syndyka przez pięć lat za nieprawidłowości przy prowadzeniu postępowania upadłościowego firmy Beton-Stal. 
Pochowany na Cmentarzu Wojskowym na Powązkach. 